# Norberto Oliosi
Norberto Oliosi, né le 1er décembre 1945 à Bracciano et mort le 29 juillet 2020 à Rome, est un athlète italien spécialiste du sprint. Dans l'ombre de Pietro Mennea au niveau national, il remporte quand même un titre national, en 1971, et s'illustre en relais 4 x 100 mètres, aux côtés de Mennea.

## Biographie
Il est Cavaliere de l'ordre du mérite de la République italienne.

### Palmarès
| Date | Compétition           | Lieu | Résultat | Épreuve   | Performance |
| ---- | --------------------- | ---- | -------- | --------- | ----------- |
| 1974 | Championnats d'Europe | Rome | 2e       | 4 x 100 m | 38 s 88     |

### Records
| Épreuve    | Performance | Lieu | Date |
| ---------- | ----------- | ---- | ---- |
| 100 mètres | 10 s 56     |      | 1971 |
| 200 mètres | 20 s 95     |      | 1974 |